# James White (Basketballspieler)
James William White IV (* 21. Oktober 1982 in Washington, D.C.) ist ein US-amerikanischer Profi-Basketballspieler.
Bei einer Größe von 2,01 m spielt er auf der Position des Guards und Forwards. Seinen Spitznamen Flight 75 verdankt er seiner enormen Sprungkraft.
White ist schon seit seiner High-School-Zeit bekannt für seine Athletik und seine atemberaubenden Dunkings, wie ein Dunk von der Freiwurflinie mit beiden Händen.
James White erreichte 2001 im „McDonald's High School Slam Dunk“-Wettbewerb und 2006 im „NCAA College Slam Dunk Contest“ jeweils den 2. Platz.
Nach einigen Versuchen in der NBA, z. B. bei den San Antonio Spurs in 2008, unterschrieb er im November 2009 einen Vertrag bei dem russischen Basketballverein BK Spartak Sankt Petersburg in der Superliga. Nach Ablauf seines Vertrages in Russland lief White von 2012 bis 2013 für die New York Knicks in der NBA auf.